# 山形県道46号羽黒立川線
山形県道46号羽黒立川線（やまがたけんどう46ごう はぐろたちかわせん）は、山形県鶴岡市から東田川郡庄内町に至る県道（主要地方道）である。

## 概要

### 路線データ
- 起点：山形県鶴岡市羽黒町手向（山形県道47号鶴岡羽黒線交点）
- 終点：山形県東田川郡庄内町狩川（山形県道33号庄内空港立川線交点、立川町狩川交差点）

## 歴史
- 1993年（平成5年）5月11日 - 建設省から、県道羽黒立川線が羽黒立川線として主要地方道に指定される[1]。

## 地理

### 通過する自治体
- 鶴岡市
- 東田川郡庄内町

### 交差する道路
- 山形県道47号鶴岡羽黒線（鶴岡市羽黒町手向）
- 山形県道343号添川上藤島線
- 山形県道339号添津藤島停車場線
- 山形県道33号庄内空港立川線（東田川郡庄内町狩川）